# Antalya Grand Prix 2018
L'Antalya Grand Prix 2018 è stato la 2ª edizione dell'annuale meeting di judo e si è tenuto ad Antalya, in Turchia, dal 5 all'8 aprile 2018. Il meeting è stato la settima tappa del circuito IJF World Tour 2018.

## Risultati
Di seguito i primi tre classificati di ogni specialità.

### Uomini
| Specialità | 1º classificato         | 2º classificato   | 3º classificato                            |
| -60kg      | Al'bert Oguzov          | Jaba Papinashvili | Amarbold Jagvaraldorj Adonis Diaz          |
| -66kg      | Bagrati Niniashvili     | Denis Vieru       | Kherlen Ganbold Kilian Le Blouch           |
| -73kg      | Tommy Macias            | An Chang-rim      | Hidayet Heydarov Mohammad Mohammadi        |
| -81kg      | Vedat Albayrak          | Jack Hatton       | T'at'o Grigalashvili Dorin Gotonoaga       |
| -90kg      | Komronshokh Ustopiriyon | Nemanja Majdov    | Mammadali Mehdiyev Tural Safguliyev        |
| -100kg     | Zelym Kotsoiev          | Arman Adamian     | Otgonbaatar Lkhagvasuren Benjamin Fletcher |
| +100kg     | Inal Tasoev             | Javad Mahjoub     | Andy Granda Kim Seong-Min                  |

### Donne
| Specialità | 1º classificato     | 2º classificato    | 3º classificato                      |
| -48kg      | Catarina Costa      | Fjolla Kelmendi    | Sarah Menezes Gülkader Sentürk       |
| -52kg      | Distria Krasniqi    | Chelsie Giles      | Anja Stangar Reka Pupp               |
| -57kg      | Nora Gjakova        | Kim Jan-Di         | Sabrina Filzmoser Maayan Greenberg   |
| -63kg      | Magdalena Krssakova | Valentina Kostenko | Alexia Castilhos Busra Katipoglu     |
| -70kg      | Anna Bernholm       | Kelita Zupancic    | Michaela Polleres Sally Conway       |
| -78kg      | Loriana Kuka        | Anastasiya Turchyn | Natalie Powell Niurguiana Nikiforova |
| +78kg      | Sebile Akbulut      | Larisa Cerić       | Anna Gushchina Galyna Tarasova       |